# Lamprologus callipterus
Lamprologus callipterus es una especie de peces de la familia Cichlidae en el orden de los Perciformes.

## Morfología
Los machos pueden llegar alcanzar los 12,4 cm de longitud total.

## Distribución geográfica
Se encuentran en África: es una especie  endémica del lago Tanganika.